# Canadian Premier League
Canadian Premier League (CPL nebo CanPL; francouzsky: Première ligue canadienne) je nejvyšší fotbalová liga Kanady. Ligy se účastní 8 týmů. Základní část probíhá od dubna do října, vrcholí v CPL Finals. Vítěz Finals získává místo v CONCACAF League. Všechny týmy CPL hrají i Canadian Championship proti dalším kanadským profesionálním týmům z jiných lig (např. americké Major League Soccer). Do Ligy mistrů se musí týmy probojovat přes CONCACAF League a nebo přes Canadian Championship.

## Historie
Od roku 1992, kdy byla zrušena původní Canadian Soccer League, nebyla na území Kanady žádná celostátní nejvyšší liga. Jedinou celonárodní soutěží byl Canadian Championship, který byl založen v roce 2008. Jinak kanadské týmy působily v amerických soutěžích, např. v Major League Soccer nebo NASL. V Kanadě působily pouze dvě ligy na provinční úrovni – League1 Ontario a Première Ligue de soccer du Québec. V červnu 2013 byl poprvé veřejně uveden návrh na novou celostátní profesionální soutěž. Další zprávy se vynořily v únoru 2016, když rada města Hamilton v provincii Ontario žádala úpravu stadionu Tim Hortons Field pro tréninky profesionálního fotbalového klubu. Během porady bylo uveřejněno, že liga bude nést název Canadian Premier League a tým z Hamiltonu by měl být jedním z největších týmů ligy. Dne 6. května 2017 bylo založení ligy potvrzeno kanadskou fotbalovou asociací. Postupně začaly být oznamovány i týmy – 10. května 2018 York9 FC z Toronta, 17. května Cavalry FC z oblasti u Calgary, 25. května HFX Wanderers z Halifaxu, 6. června winnipegský Valour FC, 8. června FC Edmonton, který dříve působil v NASL, 12. července Forge FC z Hamiltonu a 20. července Pacific FC z ostrova Vancouver. První zápas se odehrál 27. dubna 2019 mezi Forge FC a York9 FC (1:1). První sezona skončila 2. listopadu a ve finále porazil tým Forge FC ve dvou zápasech Cavalry FC a stal se prvním vítězem. V lednu 2020 byl oznámen 8. tým ligy, Atlético Ottawa, celek vlastněný španělským Atléticem Madrid.

## Týmy
| Tým             | Město                      | Stadion            | Kapacita | Od   | Trenér             |
| --------------- | -------------------------- | ------------------ | -------- | ---- | ------------------ |
| Atlético Ottawa | Ottawa, Ontario            | TD Place Stadium   | 24 000   | 2020 | Mista              |
| Cavalry FC      | Foothills County, Alberta  | ATCO Field         | 5 288    | 2019 | Tommy Wheeldon Jr. |
| FC Edmonton     | Edmonton, Alberta          | Clarke Stadium     | 5 100    | 2019 | Jeff Paulus        |
| Forge FC        | Hamilton, Ontario          | Tim Hortons Field  | 10 016   | 2019 | Bobby Smyrniotis   |
| HFX Wanderers   | Halifax, Nové Skotsko      | Wanderers Grounds  | 6 200    | 2019 | Stephen Hart       |
| Pacific FC      | Langford, Britská Kolumbie | Westhills Stadium  | 6 200    | 2019 | Pa-Modou Kah       |
| Valour FC       | Winnipeg, Manitoba         | IG Field           | 10 000   | 2019 | Rob Gale           |
| York9 FC        | Toronto, Ontario           | York Lions Stadium | 8 000    | 2019 | Jimmy Brennan      |

### Vítězové
| Tým      | Tituly | Rok  |
| -------- | ------ | ---- |
| Forge FC | 1      | 2019 |